# Chardonneret élégant
Carduelis carduelis
Espèce
Statut de conservation UICN

 LC  : Préoccupation mineure
(Statut UICN-France : VU = vulnérable)
Le Chardonneret élégant (Carduelis carduelis) est une espèce de passereaux de la famille des fringillidés, partiellement migratrice, petite et très bariolée.
Il tient son nom de sa nourriture favorite : le chardon. Le terme « élégant » souligne l’harmonie de ses couleurs.
L’espèce est classée VU (vulnérable) sur la liste rouge des espèces menacées en France éditée par l’Union internationale pour la conservation de la nature (UICN).

## Dénominations
- Nom normalisé du CINFO : chardonneret élégant
- Ancien nom vulgaire (vulgarisation scientifique) : chardonneret d'Europe[3]
- Nom vernaculaire (langage courant), pouvant désigner éventuellement d'autres espèces : chardonneret[4]
- Nom vernaculaire utilisé dans le Languedoc : cardonille [5], de l'occitan cardonilha [karduˡniʎɔ] ; en limousin : « chardonet » ou encore « cardin », issu aussi de l'occitan [karˡdji][6]

## Description

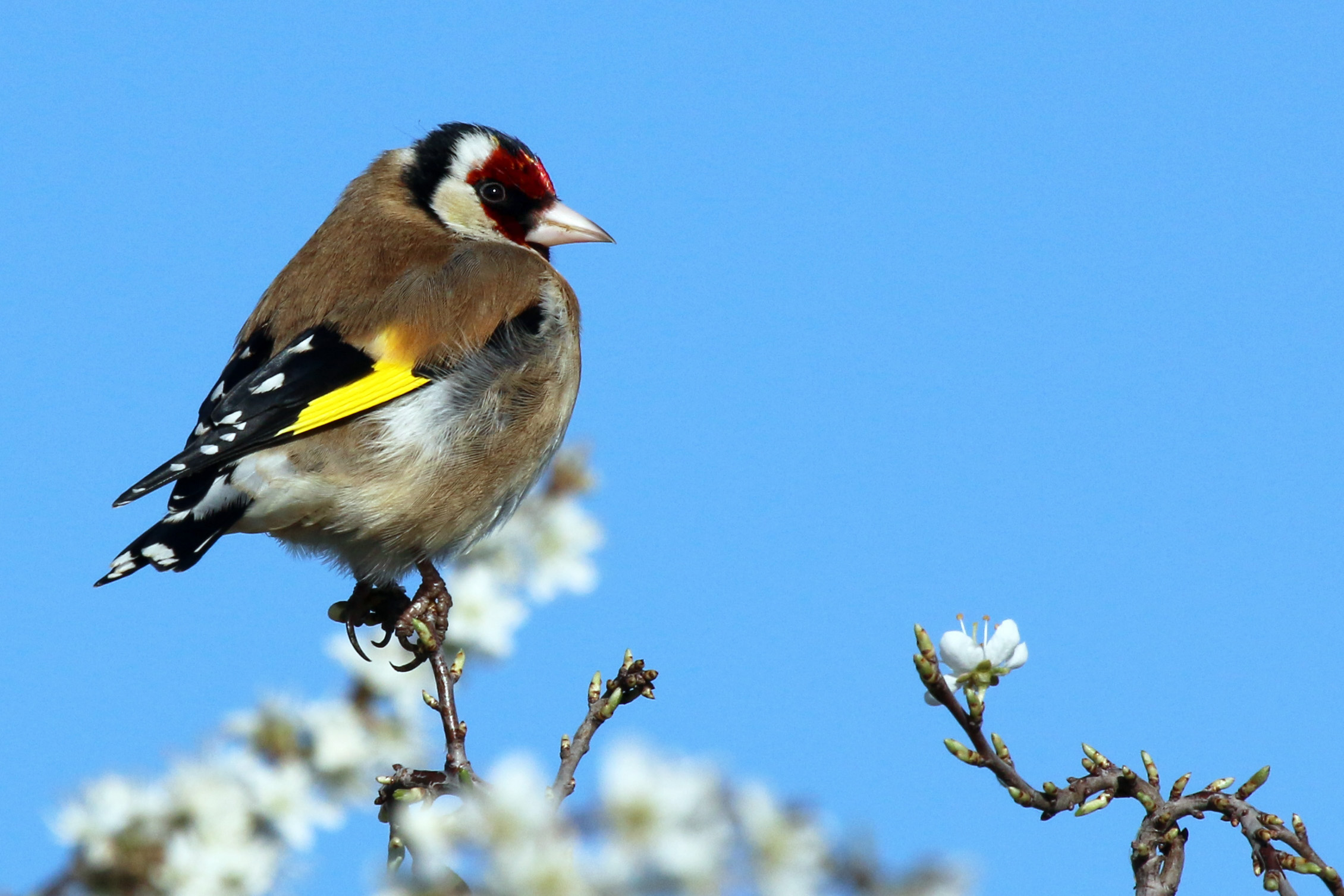
Chardonneret élégant.

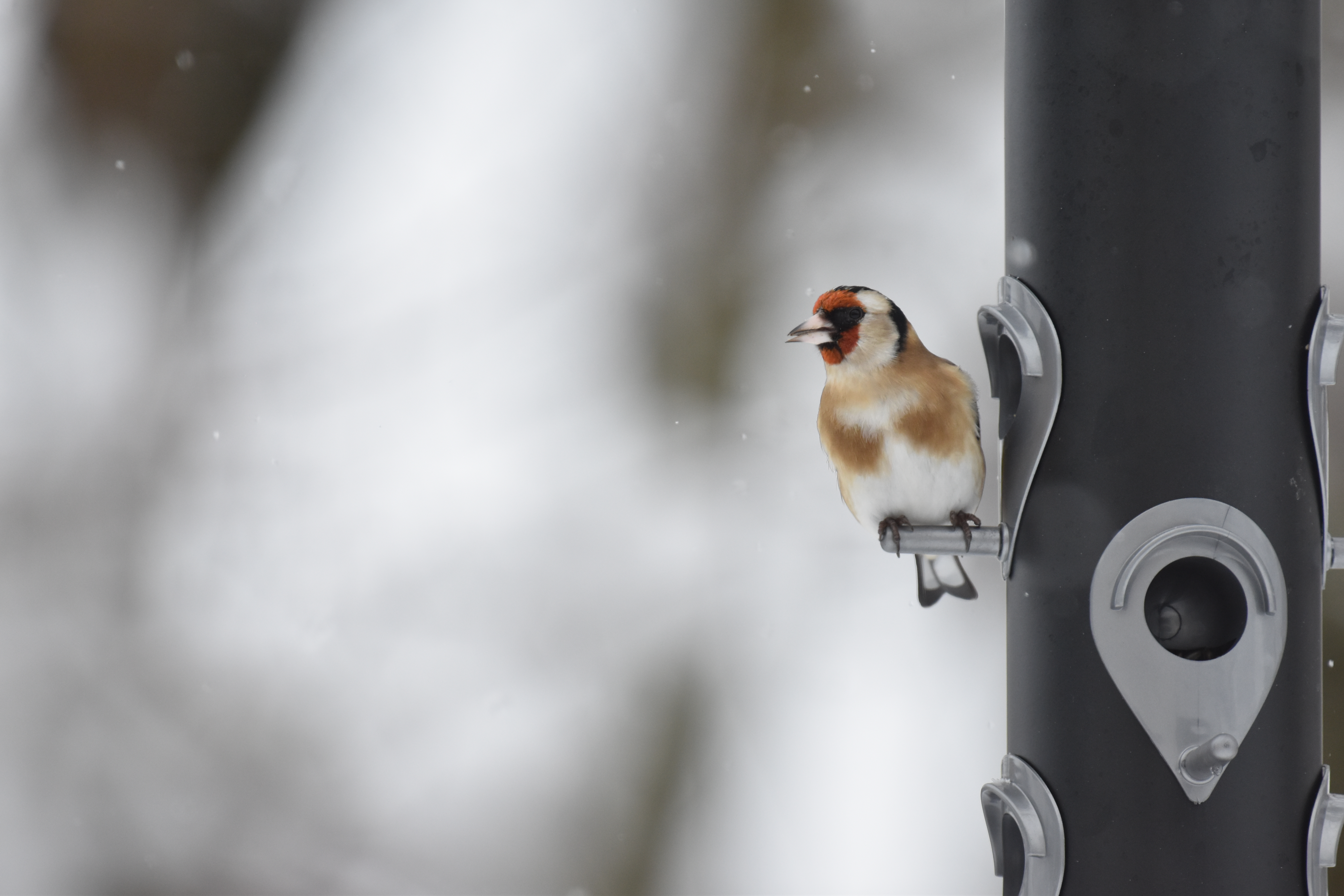
Le chardonneret élégant vient souvent se nourrir dans les mangeoires en hiver.

Le chardonneret adulte et son juvénile ont le bec rose pâle, pointu et effilé, la queue fourchue, les yeux marron foncé et les pattes grises, la tête est rouge, blanche et noire. Son ventre est beige avec un motif de beige foncé.

### Aspect de l'adulte
L'adulte a la face rouge écarlate, entouré de blanc et de noir (ou de gris chez trois sous-espèces), le dos et les flancs bruns, la queue noire avec des taches blanches et le croupion blanc. Le plumage de ses ailes est noir rayé d'une large bande d'un jaune vif. Le dimorphisme sexuel est peu marqué chez cette espèce : la femelle est un petit peu moins bariolée que le mâle, et le plumage rouge de sa face ne passe pas derrière les yeux contrairement au mâle. L'adulte mesure environ 20 à 25 cm d'envergure, 12,5 cm de longueur et pèse de 14 à 18 g.

### Aspect des juvéniles
Le jeune est d'une couleur fauve-grisâtre un peu terne et ne possède pas le rouge-blanc-noir de l'adulte sur la tête. Il est rayé sur le ventre et sur le dos avec une large bande alaire jaune et une queue noire. La distinction entre mâle et femelle à ce stade est difficile.

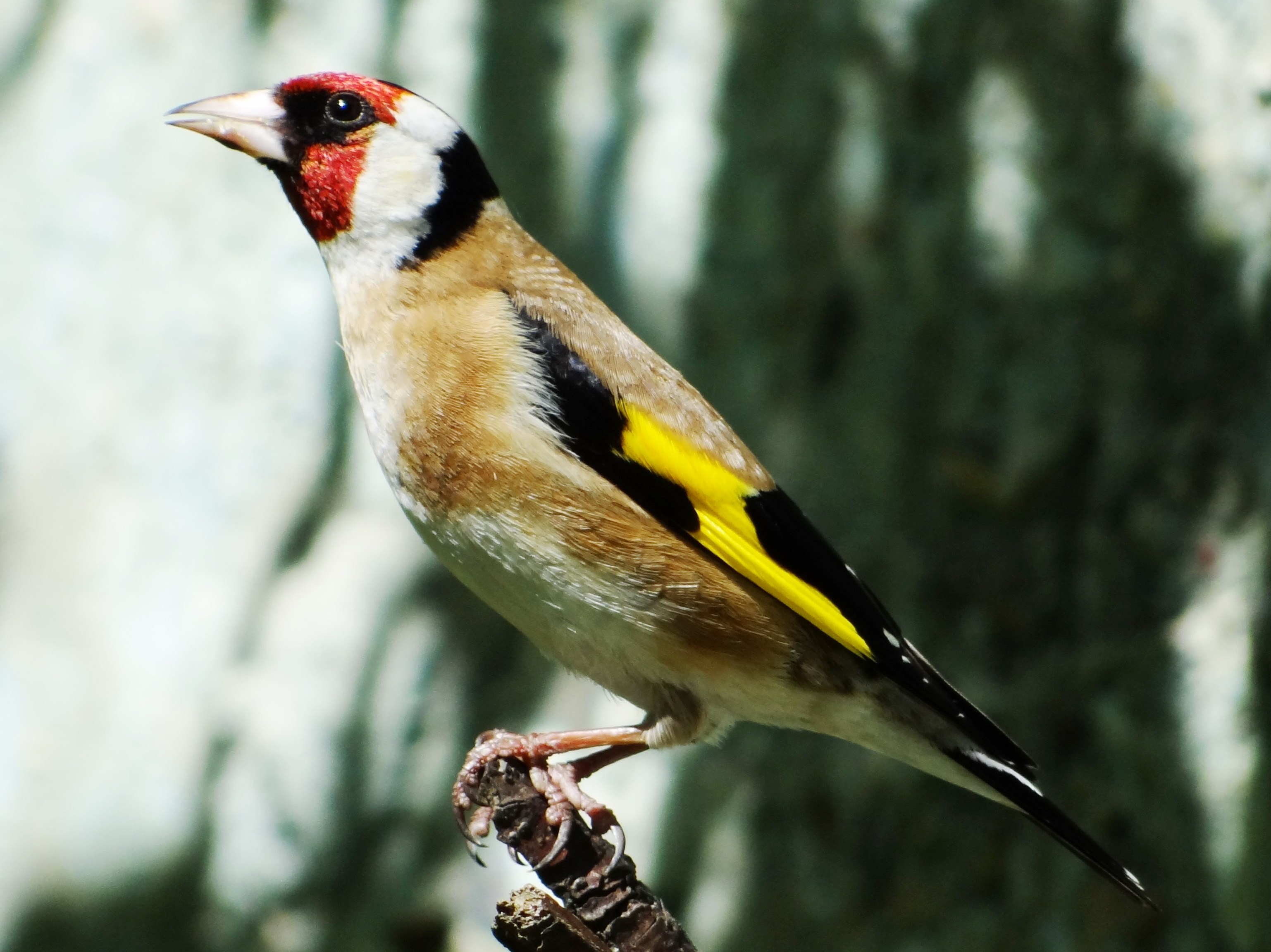
Adulte Carduelis carduelis.
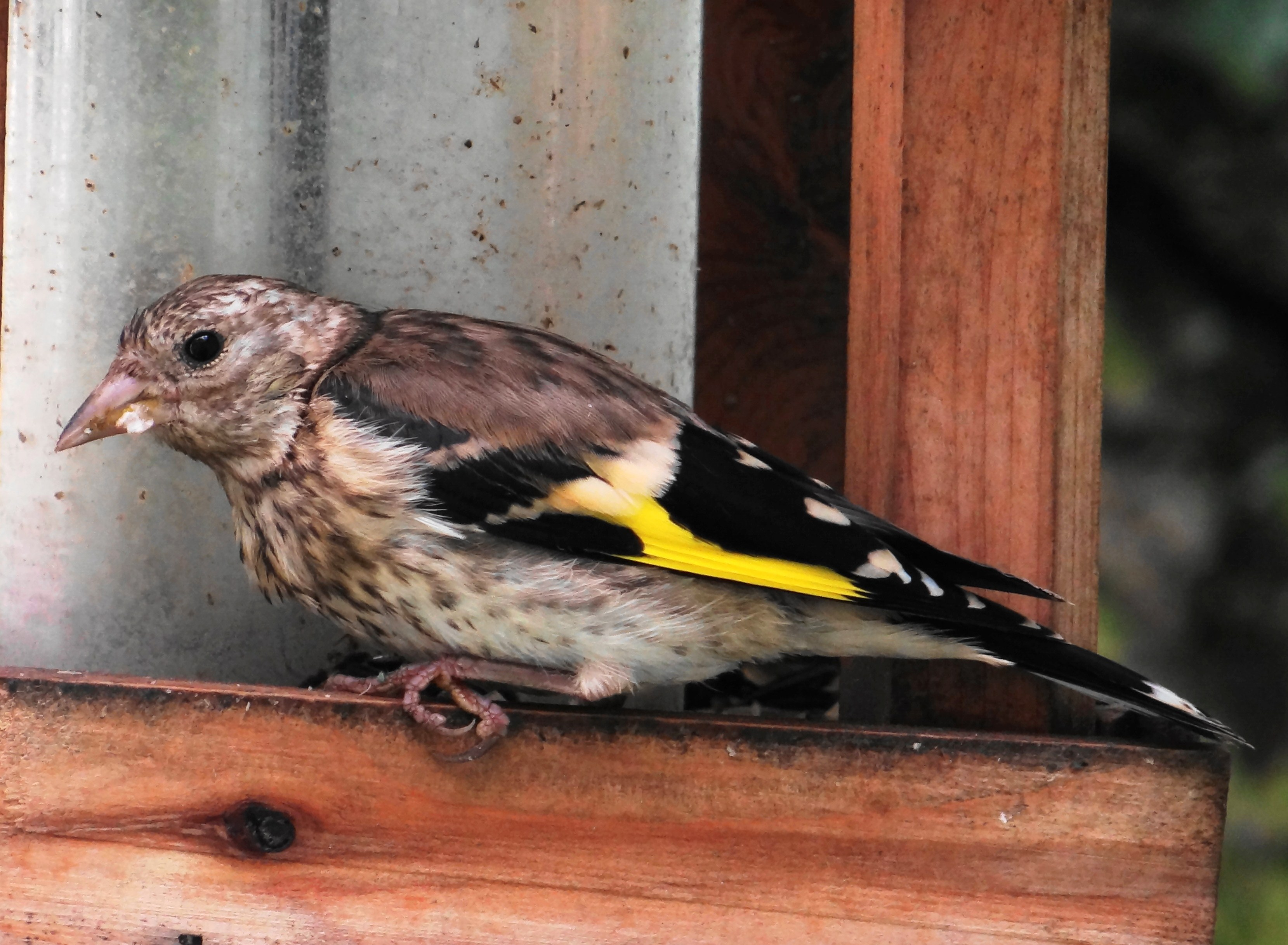
Juvénile.
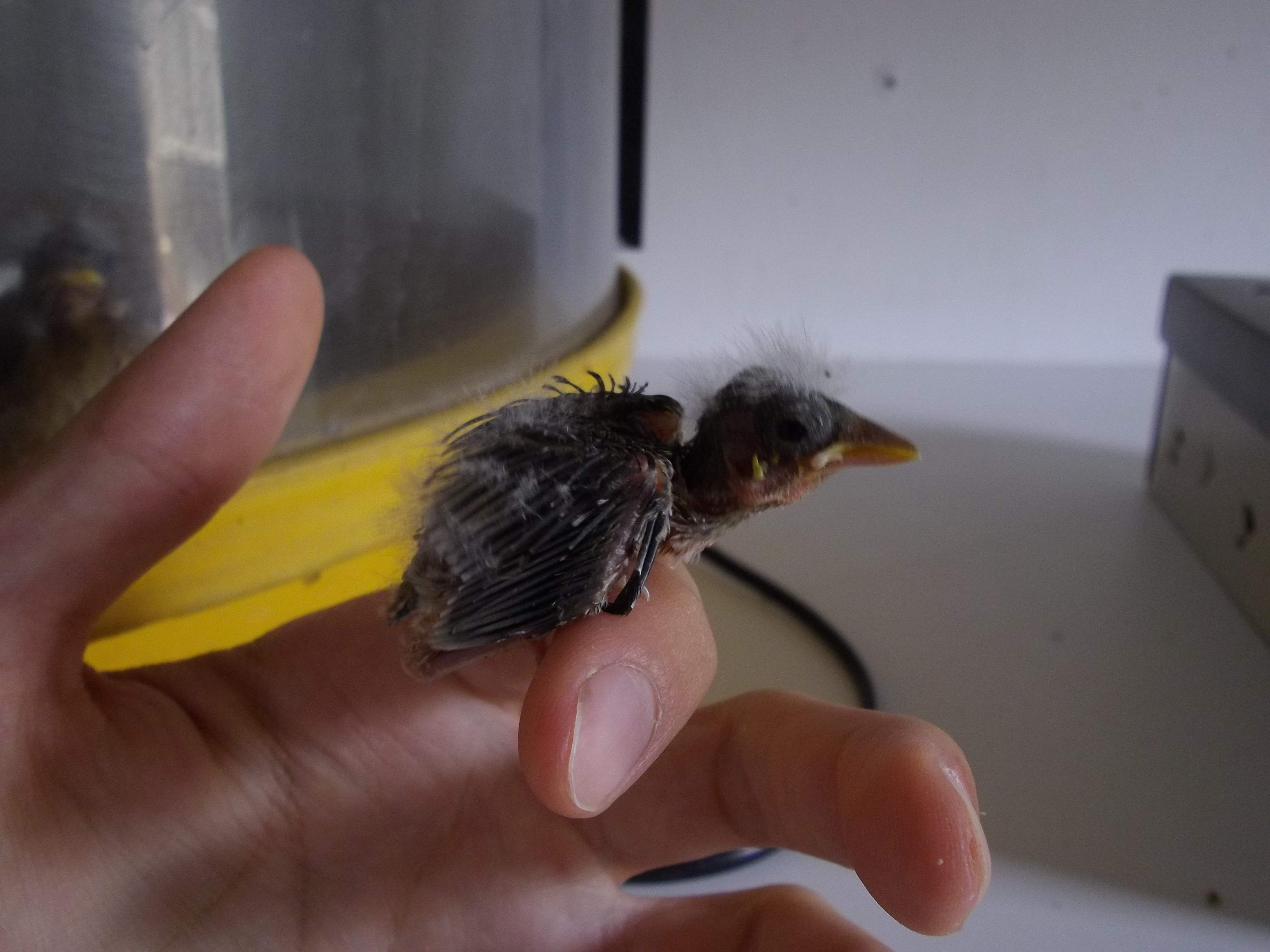
Juvénile de cinq jours au centre de soins de la LPO de Clermont-Ferrand.

## Écologie et comportement

### Chant et cri
Son chant est un gazouillis fluide et répété dont les « sticlitt » et les « didelitt » s'entremêlent. Lorsqu'il est anxieux il lance un doux « èh-i » et des rafalements. Son agressivité se traduit par un « crrrr » guttural. Le chardonneret possède un répertoire riche et mélodieux qu'on peut apprécier notamment en période d'accouplement avec son « chant nuptial. » Nous pouvons distinguer clairement les chants d'autres oiseaux dans ce répertoire (alouette lulu, mésange charbonnière...). Ces cris sont repris par le chardonneret et correspondent souvent à ceux d'oiseaux de son entourage qu'il a entendus étant jeune.
C'est en grande partie pour l'aspect mélodieux de son chant que le chardonneret élégant subit de la capture illégale et du braconnage afin d'être revendu en captivité.

### Organisation et comportement sociaux
Il est assez gracieux, très sociable et son vol est onduleux et dansant, mais très erratique.
Assez farouche surtout à la saison de la nidification, il se perche principalement à la cime des arbres.
Lors de la parade nuptiale, le chardonneret élégant étant très agressif, les disputes entre mâles ou entre un mâle et une femelle ne sont pas rares, et l'on entend leurs cris gutturaux très typiques.
En mars, le mâle, déjà en couple, s'approche du perchoir de la femelle en prenant une posture assez curieuse : il bombe le dos et se tourne de gauche à droite, en étirant soit une aile, soit la queue. Les scientifiques pensent que ce comportement permet d'exhiber la couleur jaune des plumes et les taches que le chardonneret possède sur les rectrices. Pendant ce temps, la femelle tourne le corps d'un côté et de l'autre. Cette parade se termine par un apport de nourriture du mâle à la femelle qui pendant ce temps ouvre ses ailes en tremblotant tel un juvénile se faisant nourrir.

### Alimentation
Le chardonneret est exclusivement granivore.
- Il recherche avant tout les graines de chardons (ce qui lui vaut son nom) et de bardanes car grâce à son bec effilé, il peut très bien les enlever sans se piquer et parvient à les décortiquer très habilement.
- Il se nourrit aussi de graines de bouleaux et d'aulnes.
- La fleur de cosmos en train de faner ou de sécher lui fournit une nourriture appréciée

- Chardonneret en plein repas.

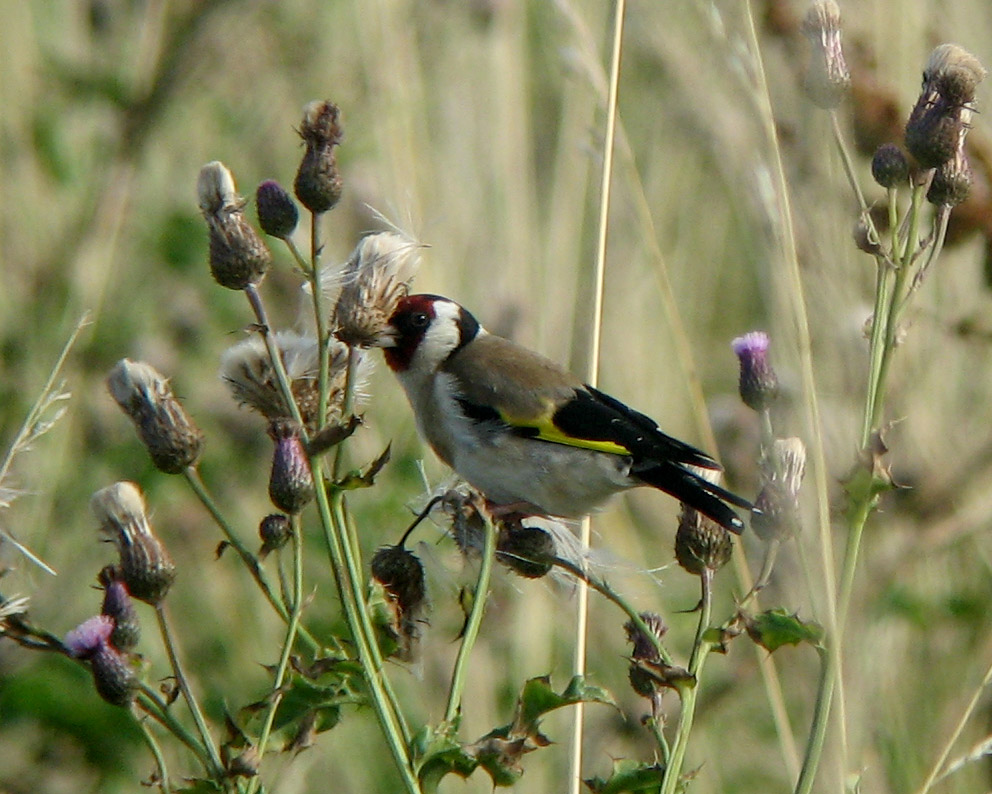
Chardonneret se nourrissant dans les chardons.
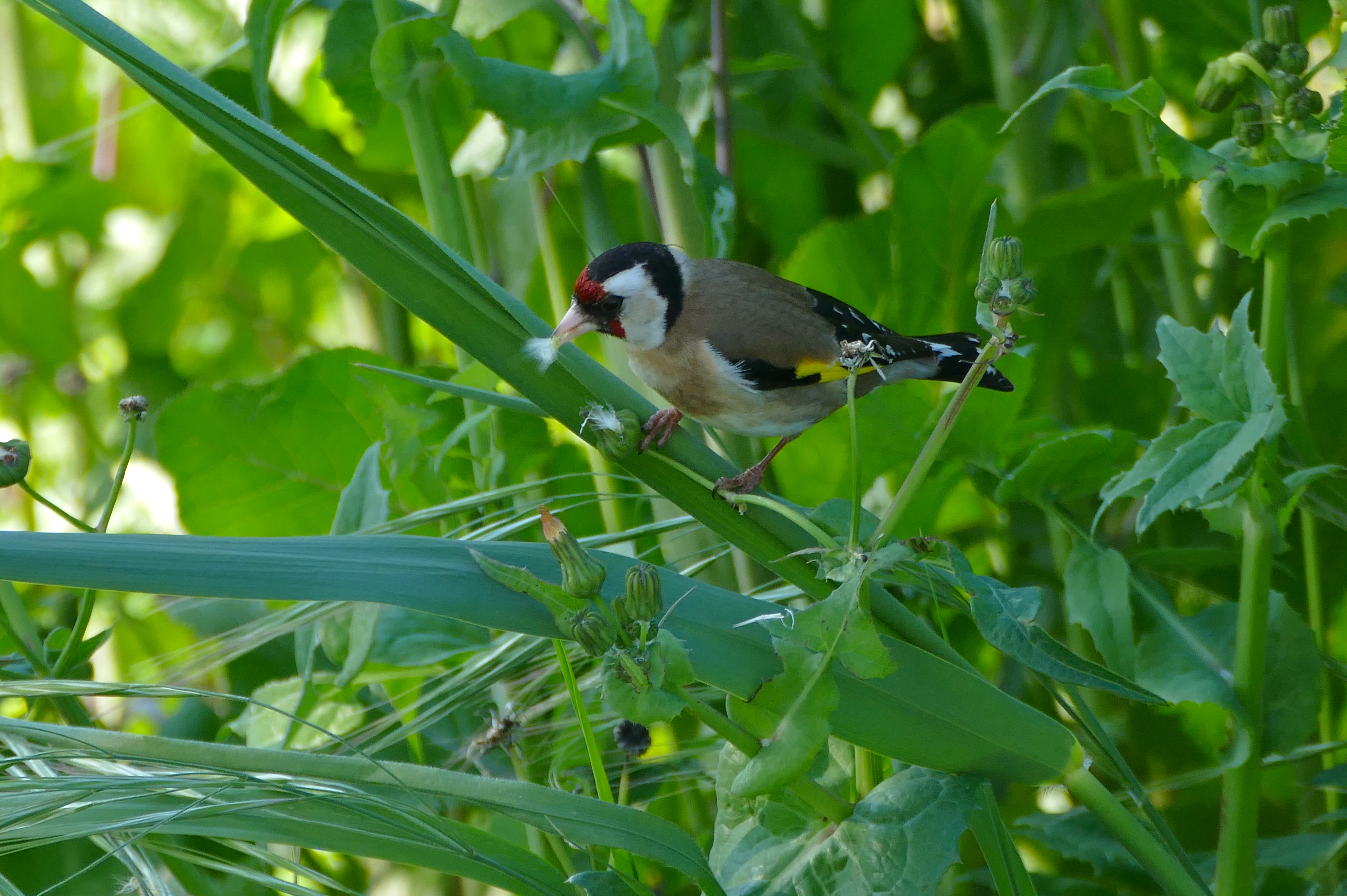
Chardonneret se nourrissant de graines de laiteron maraîcher (Sonchus oleraceus)

### Reproduction

#### Nidification
Au printemps, la saison des nids commence et le chardonneret se fait très discret. Rares sont les prédateurs qui remarquent le nid construit par la femelle car elle le camoufle habilement. Elle recouvre les parois extérieures du nid avec des brindilles, des fines herbes et de la soie d'araignée. L'intérieur est garni de duvets végétaux : plumes, lichens...
Le chardonneret niche dans les arbres, souvent en bout de branche et parfois dans les haies, dans les pruniers, pommiers les cyprès ou les cerisiers. Si elle se trouve dans un jardin ou dans un parc, la femelle choisira plutôt les érables ou les peupliers. Une fois le nid fini, la femelle pond de quatre à six œufs blanchâtres tirant vers le bleu avec des taches brunes, d'une longueur de 15-20 × 12-14 mm, qu'elle couve seule pendant 12 à 14 jours, tandis que le mâle la ravitaille au nid pendant ce temps.

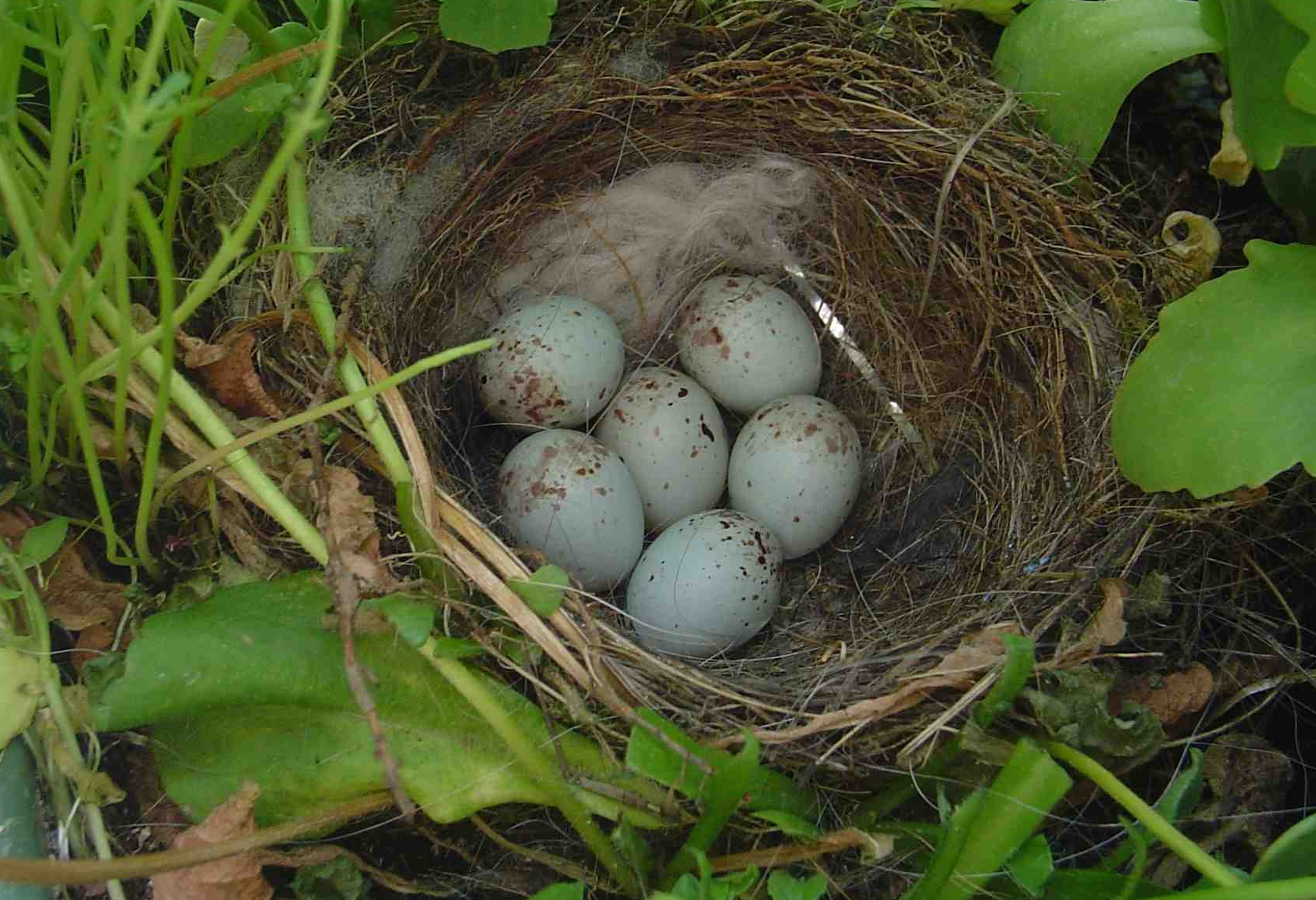
Un nid de chardonnerets.
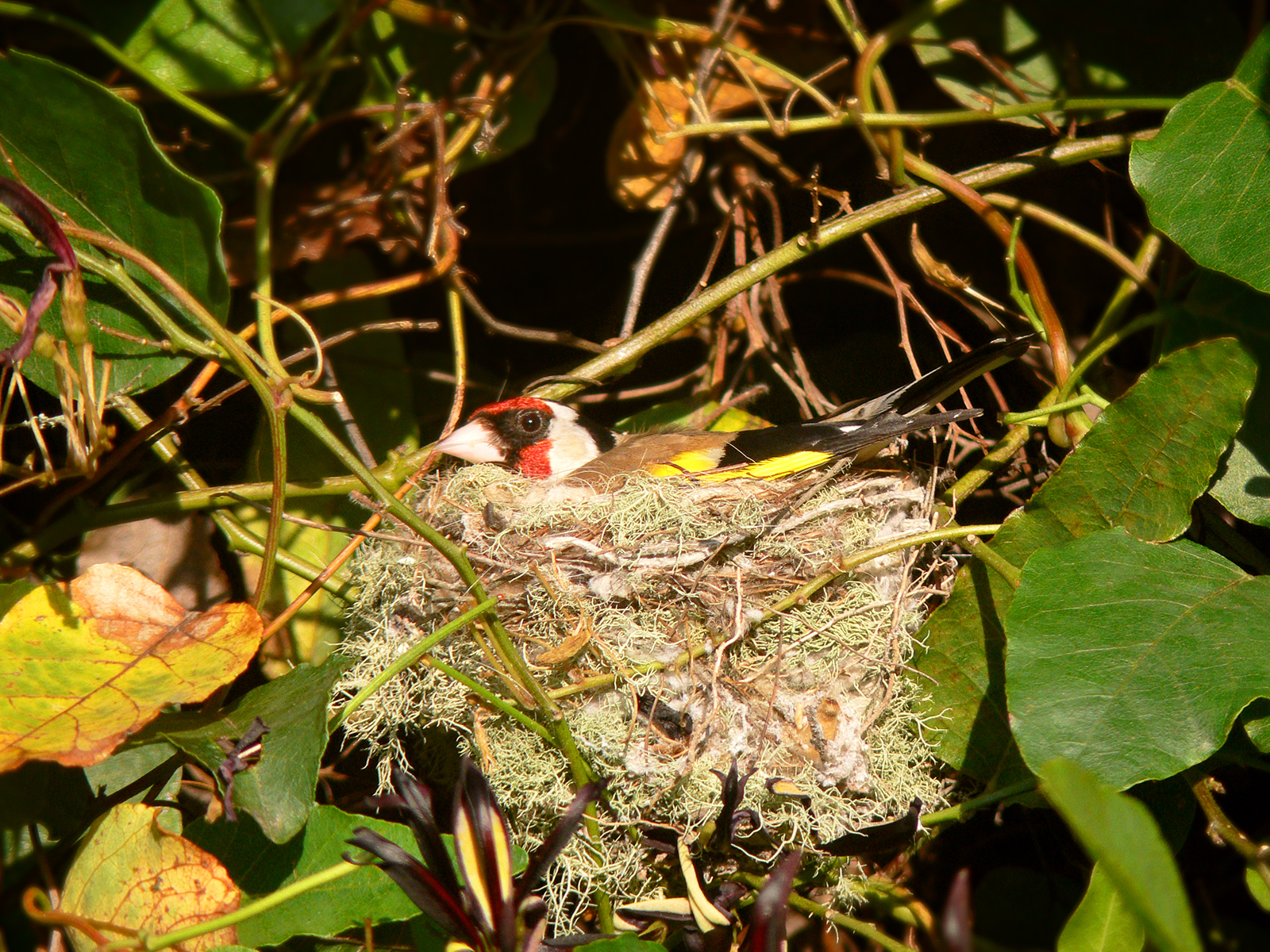
Femelle couvant.
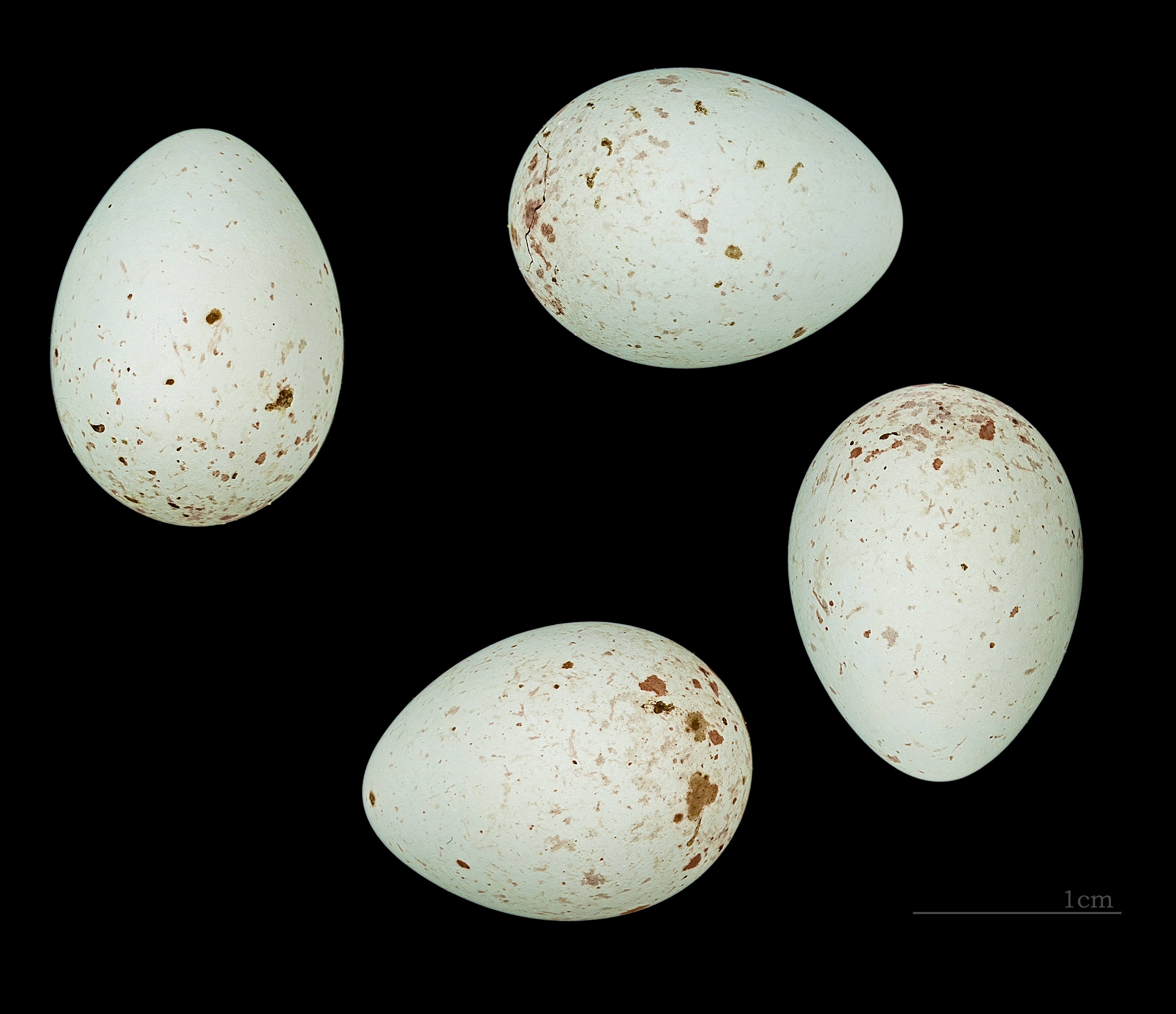
Œufs de Carduelis carduelis carduelis à Lambézellec - Muséum de Toulouse.
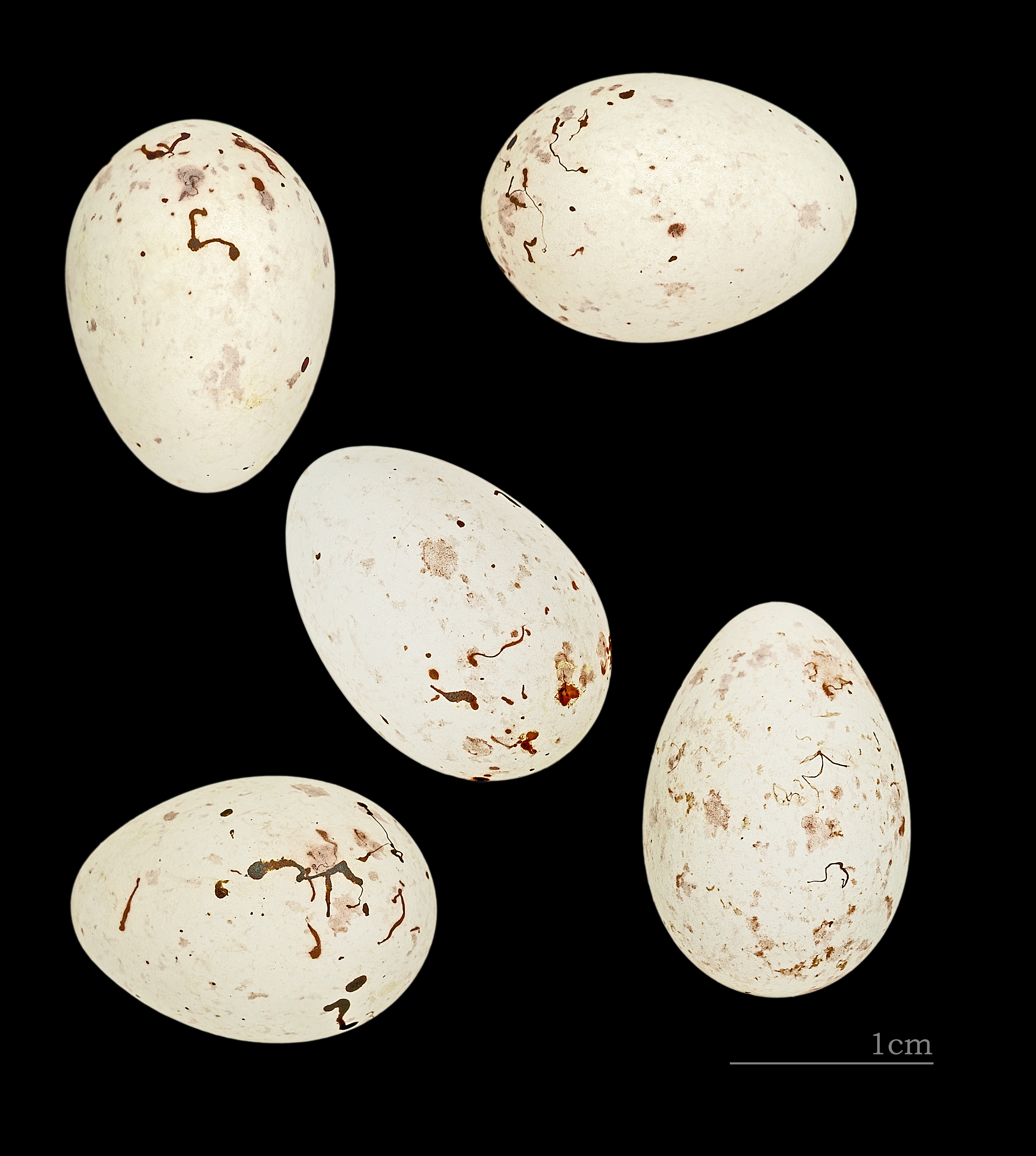
Œufs de Carduelis carduelis parva à Ouarsenis - Muséum de Toulouse.

#### Élevage des oisillons

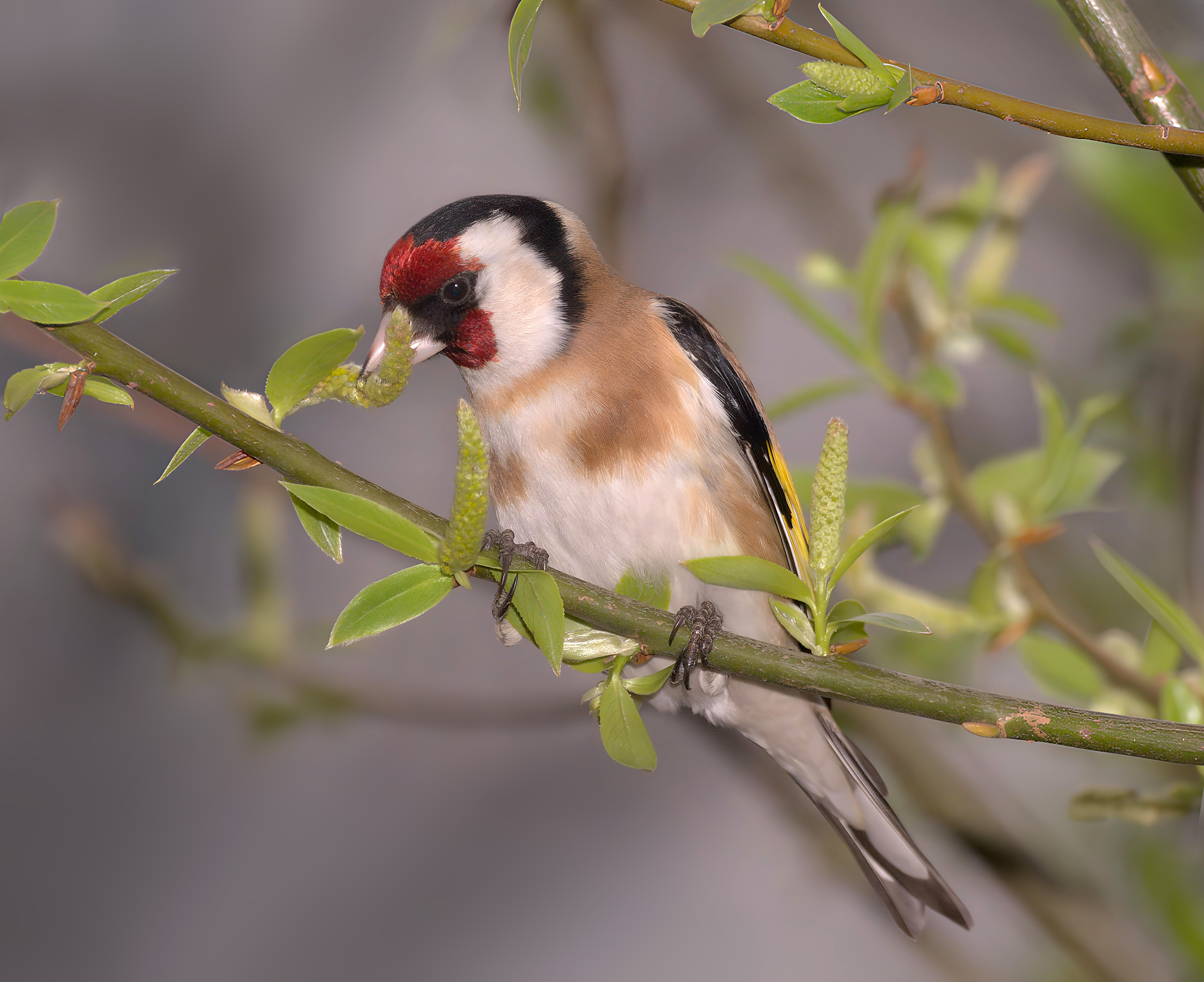
Carduelis carduelis

À l'éclosion des œufs, les oisillons sont — comme la plupart des autres oisillons — recouverts d'un léger duvet très long et très épais donc très chaud. Les parents nourrissent leurs petits avec des pucerons et ensuite avec des graines prédigérées. Au bout de deux semaines, lorsque les petits peuvent voler, ils quittent le nid, mais les parents les nourrissent encore pendant quelque temps. Ensuite les jeunes forment de petites bandes nombreuses qui vagabondent l'hiver.
Le chardonneret élégant produit deux à trois couvées par année.

### Longévité
Il vit une douzaine d'années, au maximum 15 ans.

## Répartition et habitat

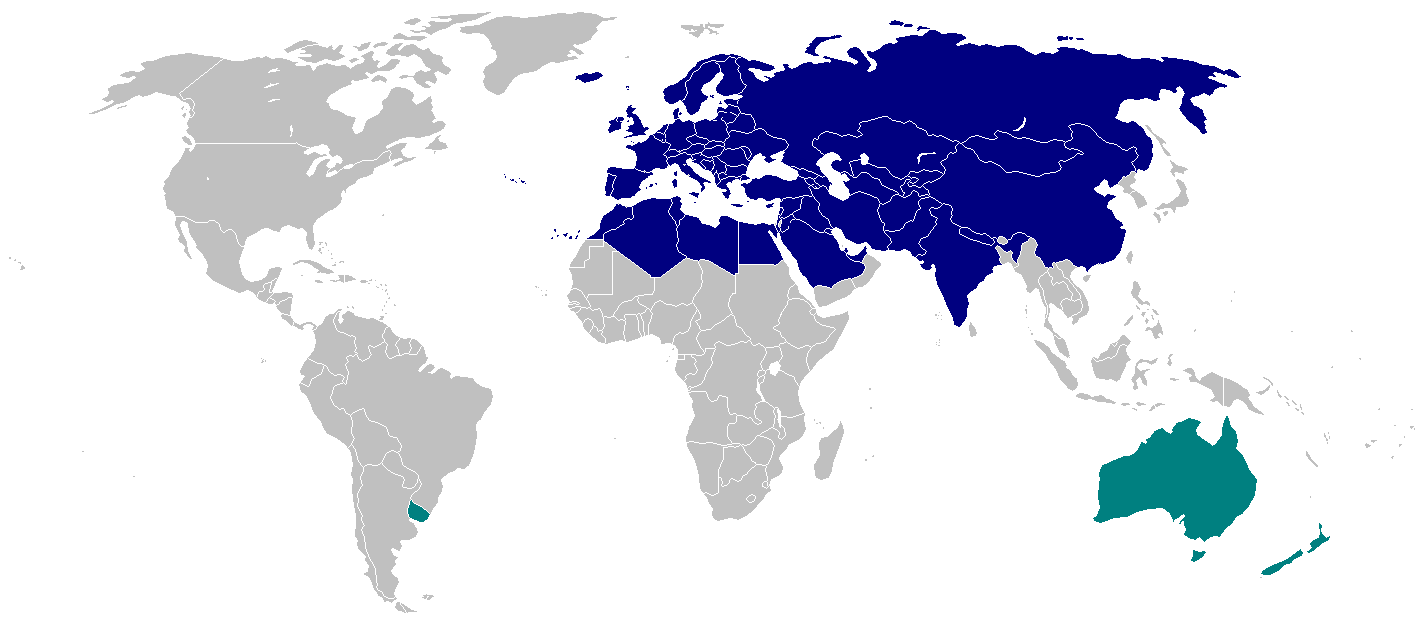
Distribution géographique du Chardonneret élégant.
Populations indigènes
Introduction humaine, populations établies

Le Chardonneret vit dans toute l'Europe (et aussi au Cap-Vert), tous les pays qui bordent la Méditerranée, le Moyen-Orient sauf le Yémen, et dans toute l'Asie sauf l'Asie du Sud-Est et les Corées. Il a été introduit au Brésil, en Uruguay, en Nouvelle-Zélande, en Australie et aux Açores. Exceptionnellement il a été observé en Argentine, au Japon et en Oman. Seuls les individus nordiques sont considérés comme migrateurs.
Le chardonneret vit dans les vergers, parcs, jardins et autres lieux cultivés, mais en automne et en hiver, il recherche les graines de chardons, d'aulnes, donc il préfère les bords des routes et les terrains en friche. Dès le mois d'août, il se regroupe en bandes de congénères de la même espèce, dans les espaces à découvert et les cultures, recherchant la proximité des mares et des ruisseaux ; il fréquente aussi des individus d'autres espèces telles que des tarins des aulnes, dont l'alimentation très semblable les fait souvent se côtoyer.

## Taxonomie
L'espèce Carduelis carduelis a été décrite par le naturaliste suédois Carl von Linné en 1758, sous le nom initial de Fringilla carduelis.
Synonymes
L'espèce connaît 3 synonymes :
- Fringilla carduelis Linné, 1758
- Acanthis carduelis (Linnaeus, 1758)
- Carduelis elegans Stephens, 1826

Liste des sous-espèces 
Le chardonneret élégant compte 14 sous-espèces :
- Carduelis carduelis carduelis (Linnaeus) 1758 — Europe occidentale et centrale ;
- Carduelis carduelis balcanica Sachtleben 1919 —Balkans : Bulgarie, Grèce et Macédoine (y compris Carduelis carduelis schiebeli (Jordans & Steinbacher, 1943) de Crète) ;
- Carduelis carduelis britannica (Hartert) 1903 — Grande-Bretagne & Irlande ;
- Carduelis carduelis caniceps Vigors 1831 — Himalaya ;
- Carduelis carduelis colchica Koudashev 1915 ;
- Carduelis carduelis frigoris Wolters 1953 ;
- Carduelis carduelis loudoni Zarudny 1906 — Iran septentrional et Azerbaïdjan ;
- Carduelis carduelis niediecki Reichenow 1907 — Chypre, Rhodes, Moyen-Orient et Proche-Orient ;
- Carduelis carduelis paropanisi Kollibay 1910 — Asie Centrale ;
- Carduelis carduelis parva Tschusi 1901 — Espagne et Afrique du Nord ;
- Carduelis carduelis subulata (Gloger) 1833 — Turkestan ;
- Carduelis carduelis tschusii Arrigoni degli Oddi 1902 (syn. Carduelis carduelis bruniventris Schiebel, 1934) — Corse, Sardaigne et Sicile ;
- Carduelis carduelis ultima Koelz 1949 — Iran ;
- Carduelis carduelis volgensis Buturlin 1906.

Les sous-espèces suivantes ne sont plus valides : Carduelis carduelis brevirostris Zarudny, 1889 ; Carduelis carduelis major Taczanowski, 1879 et Carduelis carduelis propeparva (Jordans, 1923).

## Le Chardonneret élégant et l'Homme

### Populations et conservation
En 2015, le nombre de chardonnerets en Europe est estimé entre 55 et 85 millions d'individus, en légère hausse. Cela représente 55 % de leur aire de répartition, tandis que les populations continuent de baisser de façon inquiétante en Afrique du Nord, où l'espèce a disparu de 50 % de son territoire, sous la pression des captures.
L'espèce est inscrite à la Directive européenne oiseaux 79/409/CE.

#### En France
En France, les populations de chardonnerets élégants sont classées en danger (Liste Rouge de UICN France, Statut VU (vulnérable)). Leur nombre a fortement baissé durant le XXe siècle, pour deux raisons :
- avec l'usage excessif des pesticides pour les mauvaises herbes, le chardonneret trouve de moins en moins facilement sa nourriture, composée quasi exclusivement de graines ;
- durant les XXe et XXIe siècles le chardonneret est beaucoup capturé pour devenir oiseau d'ornement[12],[13]. Le trafic au début des années 2020 semble en plein essor, notamment au Maghreb, en Espagne et en France, où un individu peut être vendu plusieurs centaines d'euros[7].

Sous sa forme sauvage, il bénéficie d'une protection totale sur le territoire français depuis l'arrêté ministériel du 17 avril 1981 relatif aux oiseaux protégés sur l'ensemble du territoire. Il est donc interdit de le détruire, le mutiler, le capturer ou l'enlever, de le perturber intentionnellement ou de le naturaliser, ainsi que de détruire ou enlever les œufs et les nids, de détruire, d'altérer ou de dégrader son milieu. Qu'il soit vivant ou mort, il est aussi interdit de le transporter, colporter, de l'utiliser, de le détenir, de le vendre ou de l'acheter. Au titre du droit de l’environnement français, la peine encourue est de 150 000 euros d’amende et trois ans d'emprisonnement.
Leur population en France a chuté de 40 % entre 2010 et 2020.

### Le chardonneret dans la culture

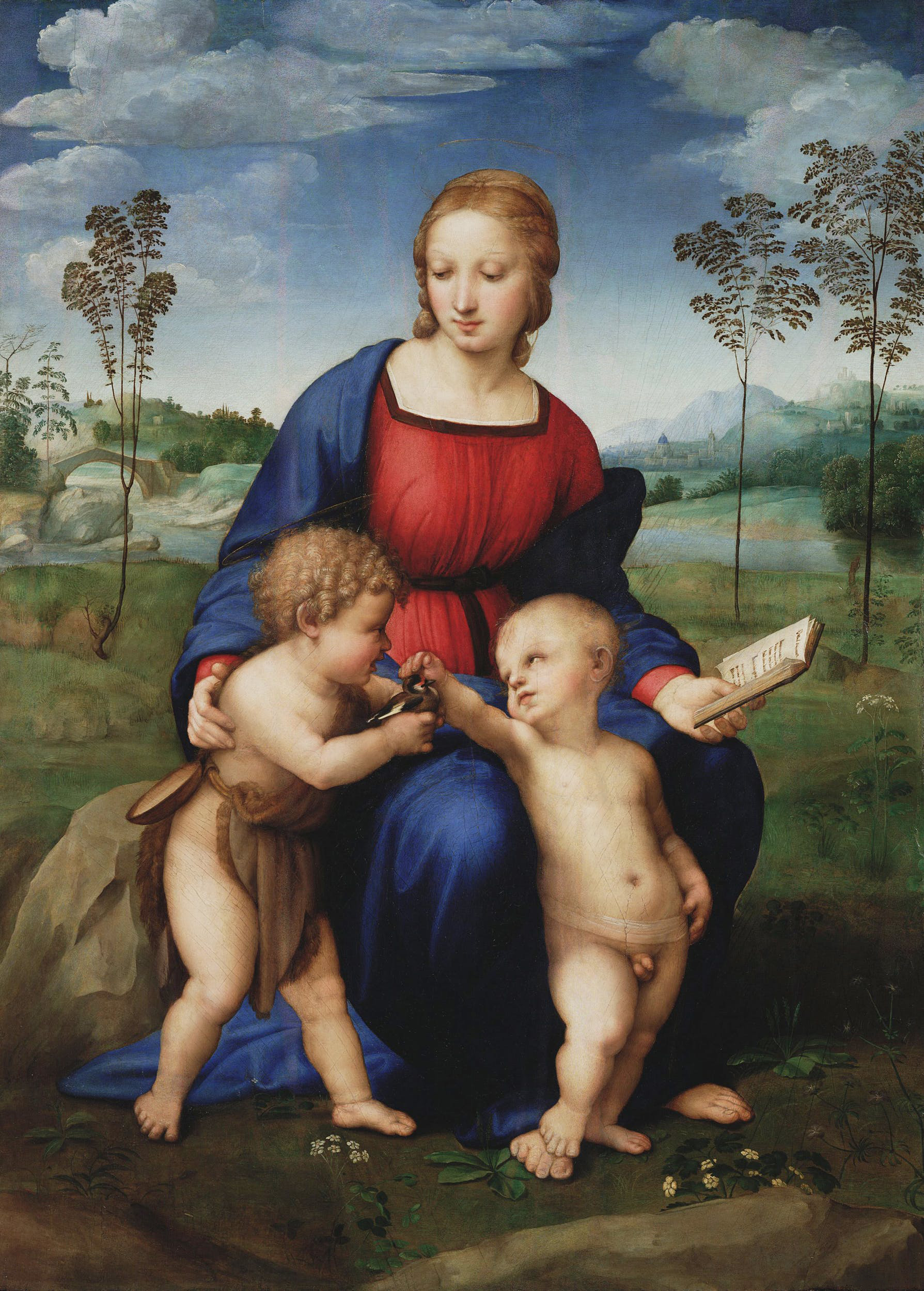
Le tableau de Raphaël.

#### Peinture
La Vierge au chardonneret est un thème récurrent de l'iconographie chrétienne, apparu dans la statuaire gothique française au XIIIe siècle, et qui a connu une immense fortune dans la peinture italienne du Trecento et de la Renaissance.
Sa représentation la plus fréquente consiste en une variation du motif traditionnel de la Vierge à l'Enfant : Jésus, assis sur les genoux de Marie, tient dans une de ses mains un chardonneret élégant. Il annonce de façon symbolique le sacrifice à venir du Christ lors de sa Passion : le chardon épineux dont il se nourrit, et qui se lit de façon transparente dans son nom — du moins en latin, en italien (cardellino) et en français — évoque en effet la Couronne d'épines, alors que les taches rouges de sa tête renvoient au sang versé.
Pas moins de 486 œuvres de dévotion, de 254 artistes différents, dont 214 italiens, sont connues pour avoir repris ce motif. Parmi elles, la plus célèbre est vraisemblablement la Madonna del Cardellino de Raphaël (Florence, Musée des Offices), dont la restauration a été achevée en 2008.
Le chardonneret d'Europe est aussi représenté dans des œuvres profanes :
- Le Chardonneret, tableau peint par Carel Fabritius, 1654. Le Chardonneret, roman de Dona Tartt, 2013, évoque ce tableau.
- Nature morte aux fruits avec écureuil et chardonneret, Abraham Mignon, c 1669 et autres natures mortes du même peintre. Dans les natures mortes d'Abraham Mignon, de nombreux symboles sont présents dont le chardonneret représentant la Passion du Christ.

#### Musique
- Antonio Vivaldi a composé un concerto pour flûte sous-titré Il Gardellino (le Chardonneret) RV 428 (Op. 10 n°3), dans lequel le soliste imite à plusieurs reprises le chant de l'oiseau.

#### Littérature
- Le Chardonneret, roman de l'américaine Dona Tartt, Prix Pulitzer de la fiction 2014[20].

#### Cinéma
- Le Chardonneret, adaptation cinématographique du roman de Donna Tartt par John Crowley en 2019[21].

#### Héraldique

Armoiries de la ville de Stehelčeves.

Il est représenté sur quelques armoiries telles que celles de la municipalité tchèque de Stehelčeves.

#### Philatélie
Le Chardonneret élégant figure également sur de très nombreux timbres.

#### Autres
Son nom anglais « European Goldfinch » est également celui d'un site internet, europeangoldfinch.net, qu'utilisent les fugitifs de la série Prison Break pour communiquer. La Fox, la chaîne qui produit la série, avait réellement acheté le nom de domaine pour en faire une foire aux questions sur l'oiseau ainsi qu'un forum.